# Friedenskirche (Altenbauna)

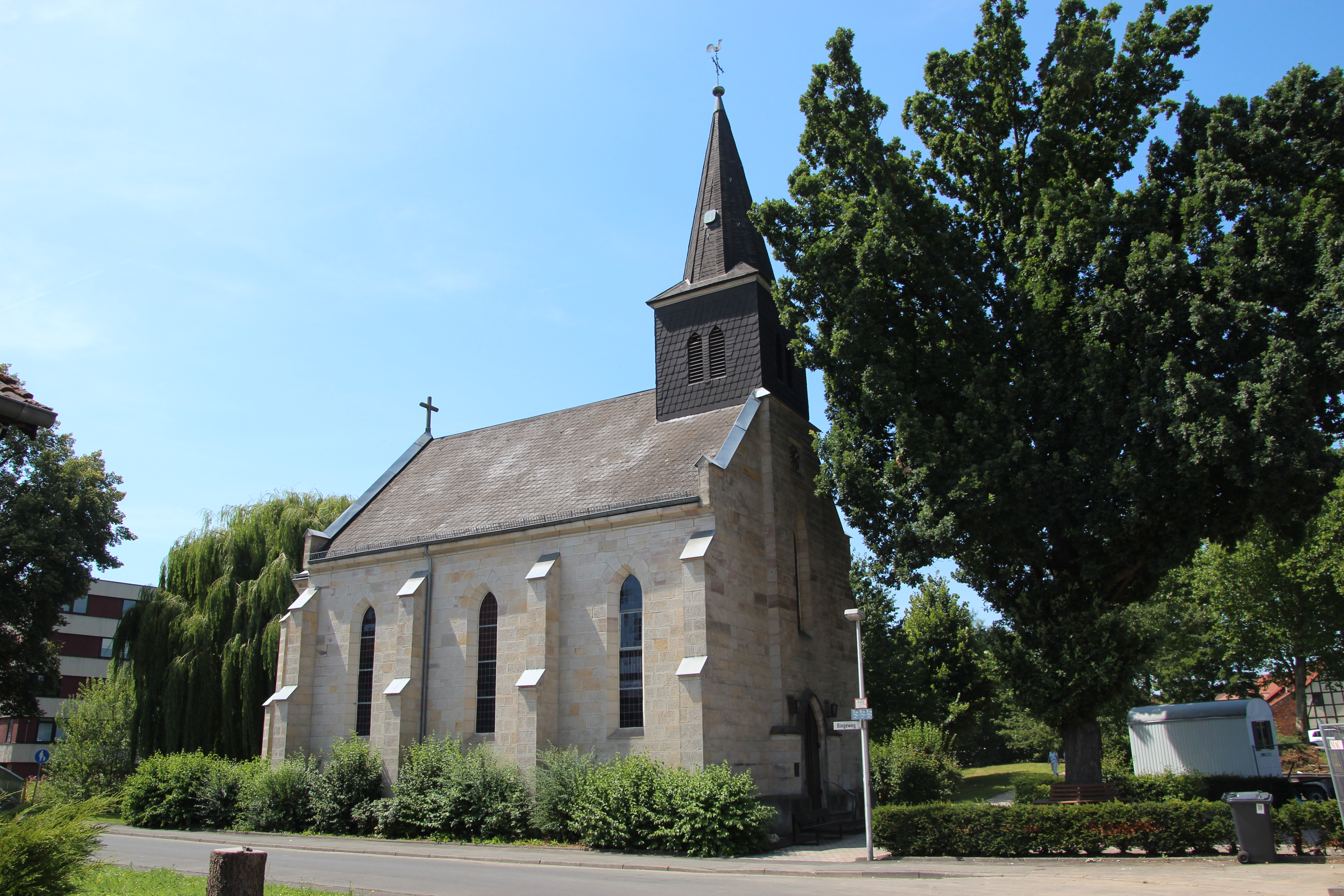
Friedenskirche

Die evangelisch-unierte Friedenskirche steht in Altenbauna, einem Stadtteil von Baunatal im Landkreis Kassel von Hessen. Die Kirchengemeinde gehört zum Kirchenbezirk Baunatal im Kirchenkreis Kaufungen im Sprengel Kassel der Evangelischen Kirche von Kurhessen-Waldeck.

## Beschreibung
Eine ältere Kapelle wurde vom 7. bis zum 10. Juni 1880 wegen Baufälligkeit abgebrochen. Der Neubau der heutigen Friedenskirche aus Natursteinmauerwerk schloss sich an. Die Steine der Kapelle wurden zur Grundmauer der neuen Kirche verwendet. Am 11. Juni 1880 wurden die ersten Steine gesetzt. Die Kirche wurde am 4. September 1881 eingeweiht. Die neugotische Saalkirche ist nicht geostet. Ihr eingezogener Chor mit dreiseitigem Abschluss steht im Süden. Das Kirchenschiff aus drei Jochen ist mit einem Satteldach bedeckt, aus dem sich im Norden ein schiefergedeckter Dachturm erhebt, auf dem ein achtseitiger spitzer Helm sitzt. Die Wände von Kirchenschiff und Chor werden von Strebepfeilern gestützt. 
Der Innenraum ist mit einem hölzernen Tonnengewölbe überspannt. Die einheitliche Kirchenausstattung stammt aus der Bauzeit.